# Ratpenat de cua de beina de Theobald
El ratpenat de cua de beina de Theobald (Taphozous theobaldi) és una espècie de ratpenat de la família dels embal·lonúrids que es troba a l'Índia, Indonèsia, Myanmar, Tailàndia i el Vietnam.